# Guido Mazzoni (poeta)
Guido Mazzoni (Firenze, 6 novembre 1967) è un poeta, saggista e critico letterario italiano.

## Biografia
Ha studiato alla Scuola Normale Superiore di Pisa, ha lavorato allo University College di Londra, all'American Academy di Roma, alla University of Chicago e all'École Normale Supérieure di Parigi, alla University of California, Berkeley, all'Italian Academy della Columbia University. È tra i fondatori del sito letterario «Le parole e le cose». Ha coordinato l'edizione commentata delle poesie di Eugenio Montale per la Mondadori. Insegna Teoria della Letteratura all'Università di Siena e Scrittura creativa alla scuola Molly Bloom di Roma e al Master di scrittura creativa dello IULM di Milano.

## Opere

### Poesia
- La scomparsa del respiro dopo la caduta (in Quaderni italiani di poesia contemporanea, Terzo quaderno italiano, a cura di  Franco Buffoni, Milano, Guerini, 1992)
- I mondi (Roma, Donzelli, 2010)
- La pura superficie (Roma, Donzelli, 2017)
- Grammaire. Choix de poèmes, 1997-2017, traduzione francese di Benoît Gréan (Thonon-les-Bains, Alidades, 2019)
- Scatola Nera. Poesie (3 giugno 2023, «Snaporaz»)

### Saggi
- Forma e solitudine (Milano, Marcos y Marcos, 2002)
- Sulla poesia moderna (Bologna, Il Mulino, 2005), traduzione francese Sur la poésie moderne (Paris, Classiques Garnier, 2014), versione inglese rivista e ampliata On Modern Poetry (Cambridge Mass., Harvard University Press, 2022), traduzione russa О современной поэзии, Moskva, NLO, 2024)
- Teoria del romanzo (Bologna, Il Mulino, 2011), traduzione inglese Theory of the Novel (Cambridge Mass., Harvard University Press, 2017)
- I destini generali (Roma-Bari, Laterza, 2015)
- Senza riparo. Sei tentativi di leggere il presente (Roma-Bari, Laterza, 2025)

### Prose
- Bibliothèque Nationale (17 ottobre 2021, «Antinomie»)
- Lo spazio aereo sovietico sopra la Kamčatka  (24 dicembre 2022, «Snaporaz»)

- Fotografia diffusa (28 gennaio 2023, «Snaporaz»)
- Guardare il sole. Un viaggio in Messico (15 giugno 2024, «Snaporaz»)